# موريس هنري دورمان
موريس هنري دورمان (7 أغسطس 1912–26 أكتوبر 1993) هو مسؤول استعماري بريطاني،شغل منصب الحاكم العام لمالطا من 2 يوليو 1962 حتى 22 يونيو 1971،والحاكم العام لسيراليون من 1 ديسمبر 1956 حتى 5 مايو 1962.